# Ancober
Ancober  è una città dell'Etiopia e una delle capitali dell'antico regno di Scioa. I dati del 2005 della Central Statistical Authority Etiopica riportano una popolazione di 2288 persone.

## Geografia fisica
Situata nella zona Semien Scioa nella regione di Amara, la città è collocata sulla scarpata orientale dell'altopiano etiope circa 40 km a est di Debre Birhan.
Il nucleo abitato principale è noto come Gorobella, il nucleo di significato storico ed archeologico, "Bet Menghist" o "Sede dello Stato" si trova di fronte su un picco isolato a quota 2900 m s.l.m. ca.

## Storia
La città, fondata da Amhà Iasùs (morto nel 1774), fu capitale del regno dello Scioà e, fino all'apertura della ferrovia Gibuti-Addis Abeba, importante nodo di carovaniere per il mare. All'epoca dell'Africa Orientale Italiana fu sede di Vice-Residenza.

## Monumenti e luoghi d'interesse
Tra gli edifici sopravvissuti dell'epoca imperiale si ricorda la chiesa di San Michele, edificata da Sahle Selassie, Negus dello Scioa.
A due ore di cammino verso est si trova Lik o Lit Marefià, prima legazione Italiana in Etiopia, oltre 75 ettari di terreno attribuiti da Menelik allora Negus dello Scioa ad Orazio Antinori, fondatore della Società Geografica Italiana. L'Antinori vi costruì una stazione naturalistica e un piccolo ospedale. Riposa sotto un maestoso sicomoro, la sua tomba in Lit Marefià è stata di recente identificata con precisione e parzialmente restaurata da un gruppo dell'associazione Trekking Italia.